# Pentamera pseudopopulifera
Pentamera pseudopopulifera är en sjögurkeart. Pentamera pseudopopulifera ingår i släktet Pentamera och familjen svanssjögurkor. Inga underarter finns listade i Catalogue of Life.